# Oeste Futebol Clube
El Oeste Futebol Clube, conegut com a Oeste de Itápolis, és un club de futbol brasiler de la ciutat de Itápolis a l'estat de São Paulo. El Oeste juga a l'Estadi dos Amaros, amb capacitat per a 10.000 espectadors.
El Oeste va ser fundat en 1921 per Victor Lapenta després d'una aposta d'un partit amateur entre Itápolis i Nova Europa. Amb la victòria de Itápolis, el nou equip es cridaria Oeste Futebol Clube, però amb l'escut i els colors de Flamengo, professionalitzat en 1954, va ser campió de la sèrie A-2 en 2003. La temporada que per primera vegada disputa el Campionat Paulista, però va ser relegat a la Série A-2, A partir d'aquesta temporada fa bones campanyes per arribar a la Sèrie D en 2011, quan es pot accedir a la Sèrie C, quan va ser campió guanyant del Icasa en 2012. Actualment juga a Segona divisió brasilera.

## Palmarès
- 1 Campionat Brasiler Série C: 2012
- 2 Campionat paulista Série A-2: 1992, 2002
- 2 Campionat paulista segona divisió: 1966, 1998